# Injustice (mini-série)
Injustice est une mini-série britannique créée par Anthony Horowitz et diffusée en 2011.
En France, la série fut diffusée sur Arte du 7 au 20 août 2014.

## Synopsis
William Travers, avocat, est au premier abord un symbole de réussite professionnelle et familiale. Mais une série d'événements vient d'ébranler sa foi dans le système judiciaire.

## Distribution
- James Purefoy (VF : Bruno Choël) : William Travers
- Charlie Creed-Miles (VF : Nicolas Marié) : Mark Wenborn
- Sasha Behar (VF : Gaëlle Savary) : Natalie Chandra
- Dervla Kirwan (VF : Rafaèle Moutier) : Jane Travers
- Robert Whitelock (VF : Éric Aubrahn) : Philip Spaull
- Obi Abili (VF : Thierry Desroses) : Nick Taylor
- Kirsty Bushell (VF : Annabelle Roux) : Maggie Wenborn
- Adam Grant : Robin Miller
- Lisa Diveney (VF : Karine Foviau) : Kate Travers
- Nathaniel Parker (VF : Jean-Louis Faure) : Martin Newall
- David Schofield (VF : Igor de Savitch) : Stephen Packard
- Joe Cole (VF : Jonathan Amram) : Alan Stewart
- Ian Burfield (VF : Didier Cherbuy) : Terry Cooper
- Nick Dunning (VF : Vincent Violette) : Jeremy Forbes-Watson
- Hilton McRae (VF : Denis Boileau) : Adam Christie
- Jayne Wisener (VF : Cécile Marmorat) : Lucy Wilson
- Stephen Hagan (VF : Thomas Roditi) : David Canning
- John Warnaby (VF : Jean-François Aupied) : Malcolm Arnold
- Yuna Shin (VF : Laurence Sacquet) : Miss Sun-Jung
- Imogen Stubbs (VF : Marie-Laure Dougnac) : Gemma Lawrence
- Tim Dantay (VF : Marc Perez) : Robert Stevens
- Susannah Doyle (VF : Ariane Deviègue) : Susannah James
- Ivan Kaye (VF : Paul Borne) : Harry Bowman
- Ivanno Jeremiah (VF : Frantz Confiac) : Liam Johnstone
- Cliff Barry (VF : Mario Pecqueur) : Dennis Watts
- John McGlynn (VF : Philippe Catoire) : John Renner
- Peter Ferdinando (VF : Cyrille Monge) : John Slater
- Andrew Tiernan (VF : Emmanuel Gradi) : Michael Bankes
- Tariq Jordan (VF : Laurent Morteau) : Jameel Khan
- Amelia Lowdell (VF : Vanina Pradier) : Pamela Stewart
- Camilla Powers (VF : Julie Turin) : Caroline Newall
- David Rintoul (VF : Pierre Dourlens) : Henri Conway

Sources VF : carton de doublage Arte